# Einkommensverteilung in der Europäischen Union

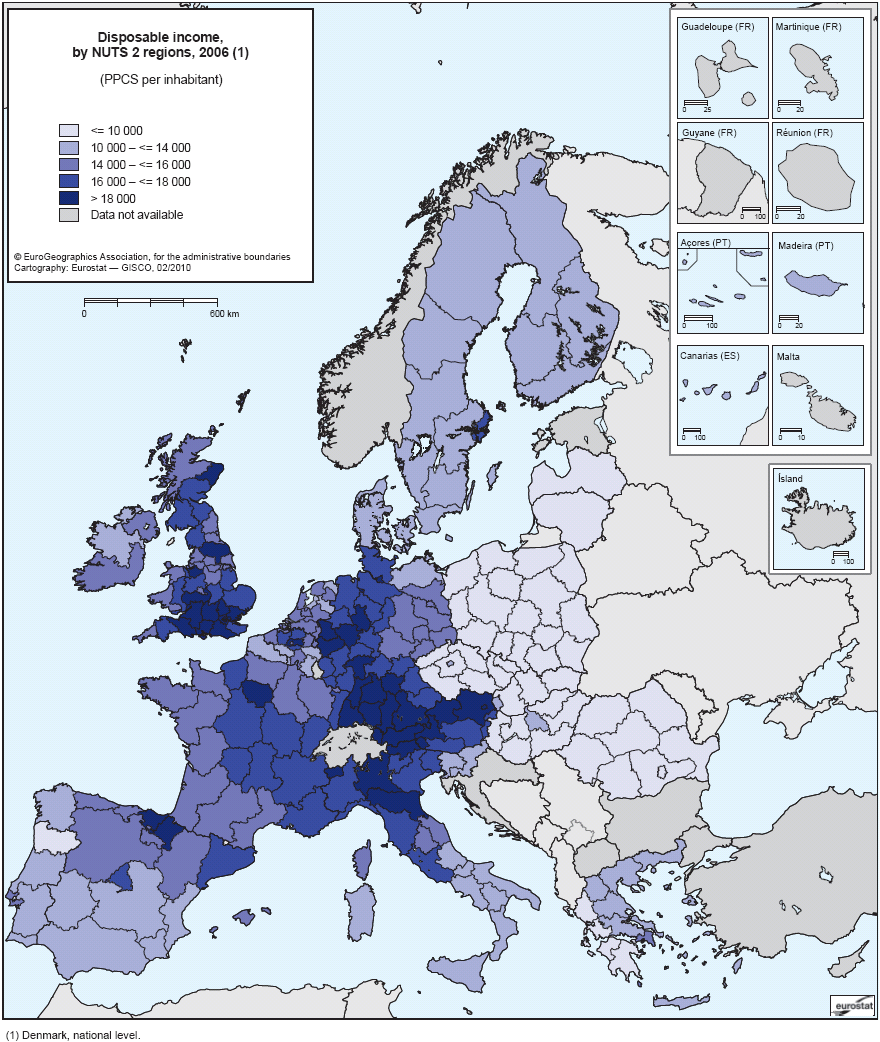
Abbildung 1: Verfügbare Einkommen in der EU in Kaufkraftparitäten

Die Einkommensverteilung der Europäischen Union betrachtet die personelle Verteilung der Einkommen in der Europäischen Union. Die personelle Verteilung wird von Eurostat meist auf Basis der verfügbaren Äquivalenzeinkommen gemessen. Darüber hinaus ergeben sich zwei unterschiedliche Betrachtungsweisen auf die Einkommensverteilung der EU: einerseits können die Einkommensverteilungen der einzelnen Mitgliedsstaaten verglichen und andererseits die Einkommensverteilung der EU als Ganzes betrachtet werden,
wobei in letzterem Fall sowohl Einkommensunterschiede in den einzelnen Ländern als auch Einkommensunterschiede zwischen den Ländern in die Betrachtung einfließen.
Die Europäische Union hat, etwa im Rahmen ihrer Kohäsionspolitik oder auch in der Europäischen Säule sozialer Rechte der Europäischen Kommission, zahlreiche Maßnahmen formuliert und teilweise umgesetzt, die die Einkommensverteilungen der Mitgliedsstaaten sowie die EU-weite Einkommensverteilung entweder beeinflussen oder direkt betreffen. Die Unterschiede bei den verfügbaren Einkommen zwischen den einzelnen EU-Staaten sind erheblich, wie Abbildung 1 und die folgende Tabelle zeigen. So reichten beispielsweise im Jahr 2017 die Durchschnittseinkommen von 3.059 Euro in Rumänien bis 41.562 Euro in Luxemburg und die Gini-Koeffizienten von 23,2 in der Slowakei bis 40,2 in Bulgarien. Der Gini-Koeffizient der EU-weiten Einkommensverteilung der verfügbaren Äquivalenzeinkommen lag im Jahr 2013 bei rund 35, während der gewichtete Durchschnitt der Gini-Koeffizienten der Mitgliedsstaaten lediglich 30,5 betrug. Damit war die Einkommensungleichheit der verfügbaren Äquivalenzeinkommen in der EU als Ganzes im Jahr 2013 geringer als in den USA, wo sich der Gini-Koeffizient auf etwa 37,5 belief.

## Einkommensverteilungen der Mitgliedsstaaten
In der Tabelle sind die EU-Länder nach ihrem ISO 3166-Code aufsteigend angegeben, am Tabellenende die Links zum Artikel Einkommensverteilung in ….
| Land | Jahr | Gini-Index | Medianeinkommen in EUR | Durchschnittseinkommen in EUR | S80/S20 Verhältnis | Links             |
| ---- | ---- | ---------- | ---------------------- | ----------------------------- | ------------------ | ----------------- |
| EU   | 2020 | 30,7       | 18.280                 | 20.731                        | 5,1                | EU28-Durchschnitt |
| AT   | 2020 | 27,9       | 26.555                 | 29.503                        | 4,3                | Österreich        |
| BE   | 2020 | 26,0       | 25.639                 | 27.641                        | 3,8                | Belgien           |
| BG   | 2020 | 40,2       | 4.614                  | 5.928                         | 8,2                | Bulgarien         |
| CY   | 2020 | 30,8       | 16.704                 | 19.430                        | 4,6                | Zypern            |
| CZ   | 2020 | 24,5       | 10.627                 | 11.885                        | 3,4                | Tschechien        |
| DE   | 2020 | 29,1       | 26.555                 | 29.503                        | 4,5                | Deutschland       |
| DK   | 2020 | 27,6       | 30.681                 | 34.346                        | 4,1                | Dänemark          |
| EE   | 2020 | 31,6       | 12.213                 | 13.701                        | 5,4                | Estland           |
| ES   | 2020 | 34,1       | 16.043                 | 18.119                        | 6,6                | Spanien           |
| FI   | 2020 | 25,3       | 25.490                 | 28.683                        | 3,5                | Finnland          |
| FR   | 2020 | 29,3       | 21.739                 | 24.850                        | 4,4                | Frankreich        |
| GR   | 2020 | 33,4       | 8.781                  | 10.044                        | 6,1                | Griechenland      |
| HR   | 2020 | 29,9       | 7.892                  | 8.643                         | 5,0                | Kroatien          |
| HU   | 2020 | 28,1       | 6.494                  | 7.289                         | 4,3                | Ungarn            |
| IE   | 2020 | 30,6       | 26.656                 | 30.672                        | 4,6                | Irland            |
| IT   | 2020 | 32,7       | 18.067                 | 20.449                        | 5,9                | Italien           |
| LT   | 2020 | 37,6       | 08.606                 | 10.491                        | 7,3                | Litauen           |
| LU   | 2020 | 30,9       | 37.844                 | 43.688                        | 5,0                | Luxemburg         |
| LV   | 2020 | 34,5       | 8.809                  | 10.404                        | 6,3                | Lettland          |
| MT   | 2020 | 28,3       | 16.240                 | 19.048                        | 4,2                | Malta             |
| NL   | 2020 | 27,1       | 25.821                 | 29.311                        | 4,0                | Niederlande       |
| PL   | 2020 | 29,2       | 8.040                  | 8.923                         | 4,6                | Polen             |
| PT   | 2020 | 33,5       | 10.800                 | 12.696                        | 5,7                | Portugal          |
| RO   | 2020 | 33,1       | 4.267                  | 4.846                         | 6,5                | Rumänien          |
| SE   | 2020 | 28,0       | 24.710                 | 26.654                        | 4,3                | Schweden          |
| SI   | 2020 | 23,7       | 14.774                 | 15.836                        | 3,4                | Slowenien         |
| SK   | 2020 | 23,2       | 08.703                 | 9.003                         | 3,5                | Slowakei          |

### Gini-Koeffizient

Abbildung 2: Entwicklung der Gini-Koeffizienten der EU-Mitgliedsstaaten für verfügbare Äquivalenzeinkommen von 2008 bis 2017

Der Gini-Koeffizient ist ein Verteilungsmaß, welches die Ungleichheit einer Verteilung in einer einzigen Zahl zusammenfasst. Ein Gini-Index von 0 bedeutet beispielsweise für eine personelle Einkommensverteilung, dass alle Personen gleich viel verdienen und damit vollkommene Einkommensgleichheit herrscht, während ein Gini-Index von 100 anzeigt, dass eine einzelne Person das gesamte Einkommen einer Gesellschaft bezieht, womit eine maximale Einkommensungleichheit gegeben wäre. Im Jahr 2017 betrug der gewichtete Durchschnitt der Gini-Koeffizienten für die verfügbaren Äquivalenzeinkommen der EU-28 Staaten 30,7. Wie unten näher ausgeführt wird, ist dabei jedoch zu beachten, dass dieser gewichtete Durchschnitt die Ungleichheit der EU-weiten Einkommensverteilung vermutlich in beträchtlichem Ausmaß unterschätzt, da Einkommensunterschiede zwischen den Ländern nicht berücksichtigt werden, welche aber gerade im Fall der EU-28 Länder eine große Rolle spielen (siehe Tabelle oben). Auch bei der Einkommensungleichheit in den einzelnen EU-Mitgliedsstaaten zeigen sich starke Unterschiede. Im Jahr 2017 reichten die Gini-Koeffizienten der verfügbaren Äquivalenzeinkommen von 23,2 in der Slowakei bis 40,2 in Bulgarien.

Abbildung 3: Entwicklung der Gini-Koeffizienten für verfügbare Äquivalenzeinkommen und verfügbare Äquivalenzeinkommen ohne Sozialtransfers und Pensionen der EU-Mitgliedsstaaten von 2005 bis 2017

Der Gini-Index ist ein relativ träges Maß für Einkommensungleichheit, weshalb bereits geringe Änderungen des Gini-Index wesentliche Änderungen der zugrundeliegenden Einkommensverteilung bedeuten und Änderungen im Jahresvergleich üblicherweise gering sind. Dennoch kann durch den Vergleich der Gini-Koeffizienten für die Jahre 2008 und 2017 ein grober Überblick zur Entwicklung der Einkommensungleichheit in den EU-Mitgliedsstaaten im letzten Jahrzehnt gewonnen werden (Abbildung 2). Dabei zeigt sich, dass während der gewichtete Durchschnitt der EU-28 sich nur geringfügig von 31 im Jahr 2008 auf 30,7 im Jahr 2017 verändert hat, teilweise große Veränderungen der Einkommensungleichheit in den einzelnen Mitgliedsstaaten stattgefunden haben. In diesem Zusammenhang lässt sich jedoch kein allgemeiner Trend feststellen, da sich die Entwicklungen in den einzelnen Ländern stark unterscheiden. Während etwa Bulgarien, Dänemark, Litauen und Ungarn einen hohen Anstieg in ihren Gini-Koeffizienten verzeichneten, sind diese in Lettland, Polen, Portugal und Rumänien beträchtlich gesunken.
Auch bei näherer Betrachtung zeigt sich, dass sich die Einkommensungleichheit in den einzelnen EU-Mitgliedsstaaten im Laufe der Zeit mitunter recht unterschiedlich entwickelt hat, während bei einer einfachen Betrachtung der Durchschnittswerte auf EU-Ebene kaum Änderungen feststellbar sind. Abbildung 3 zeigt daher die Entwicklung der Gini-Koeffizienten für verfügbare Äquivalenzeinkommen (mit und ohne Sozialtransfers und Pensionen) aller EU-Mitgliedsstaaten und des jeweiligen gewichteten EU Durchschnitts im Zeitverlauf von 2005 bis 2017. Neben den gelben Linien, die den jeweiligen EU Durchschnitt des Gini für die Einkommen vor oder nach Sozialtransfers und Pensionen darstellen, zeigen die blauen und grünen Linien die Gini-Werte der einzelnen EU-Mitgliedsstaaten vor und nach Sozialtransfers und Pensionen an.
Auf den ersten Blick zeigt sich zunächst die beträchtliche Umverteilungsleistung der europäischen Sozialstaaten, welche durch Sozialtransfers und Pensionen im EU-Schnitt eine Verringerung des Gini für verfügbare Äquivalenzeinkommen von etwa 50 auf circa 30 vollbringen. Außerdem lässt sich beobachten, dass die EU Durchschnittswerte, in deren Berechnung die Ginis der einzelnen Länder gewichtet nach ihrer relativen Bevölkerungsgröße einfließen, im Wesentlichen den Entwicklungen der bevölkerungsreichsten Länder folgen. So haben die Entwicklungen in Deutschland, Frankreich, Großbritannien und Italien, die gemeinsam etwa 50 % der EU Bevölkerung ausmachen, einen großen Einfluss auf die Gini-Koeffizienten, die von Eurostat für die EU veröffentlicht werden, während die Entwicklungen in kleineren Ländern weniger ins Gewicht fallen (Deutschland, Frankreich, Großbritannien und Italien sind zu diesem Zweck in Abbildung 3 hervorgehoben).

### Median und Durchschnittseinkommen
Sowohl Median als auch Durchschnittseinkommen geben Auskunft über das Einkommensniveau einer Gesellschaft. Das Durchschnittseinkommen gibt den arithmetischen Mittelwert aller Einkommen an, wogegen der Median das Einkommen jener Person darstellt, welche damit genau in der Mitte der Einkommensverteilung liegt (50 % verdienen mehr, 50 % verdienen weniger). Da es sich bei Einkommensverteilungen in der Regel um rechtsschiefe Verteilungen handelt, liegt das Durchschnittseinkommen meist über dem Medianeinkommen. Das kommt daher, dass das Durchschnittseinkommen eine geringe Anzahl hoher Einkommen stärker berücksichtigt als das Medianeinkommen.
Im Jahr 2017 lag der gewichtete Mittelwert des nationalen Durchschnitts der verfügbaren Äquivalenzeinkommen der EU-28 Staaten bei 19.387 Euro während das Medianeinkommen 16.909 Euro betrug. Hinter den gewichteten Durchschnittswerten auf EU-Ebene stecken aber auch in diesem Fall wieder große Unterschiede zwischen den Mitgliedsstaaten. So reichten die Median- und Durchschnittseinkommen 2017 von 2.742 Euro bzw. 3.059 Euro in Rumänien bis 36.076 Euro bzw. 41.562 Euro in Luxemburg. Vergleicht man die Einkommensniveaus der verschiedenen Länder, zeigt sich also auch eine beträchtliche Einkommensungleichheit zwischen den Ländern, auf deren Bedeutung unten im Rahmen der EU-weiten Einkommensverteilung näher eingegangen wird.

### S80/S20 Einkommensquintilsverhältnis

Abbildung 4: Entwicklung des S80/S20 Verhältnis der EU-Mitgliedsstaaten für verfügbare Äquivalenzeinkommen von 2008 bis 2017

Beim S80/S20 Einkommensquintilsverhältnis handelt es sich um ein weiteres Verteilungsmaß, bei welchem das Gesamteinkommen der obersten 20 % der Einkommensverteilung zum Gesamteinkommen der untersten 20 % ins Verhältnis gesetzt wird.
Je höher das Verhältnis, desto höher die Ungleichheit. Der gewichtete Durchschnitt der S80/S20 Verhältnisse für die verfügbaren Äquivalenzeinkommen der EU-28 Länder betrug 5,1 im Jahr 2017. Das würde bedeuten, dass die oberen 20 % 5,1-mal so viel verdienten wie die unteren 20 %. Auch in diesem Fall ist jedoch davon auszugehen, dass dieser Wert für die EU-weite Einkommensverteilung unter Berücksichtigung der Einkommensunterschiede zwischen den Ländern höher ausfallen würde. Im Jahr 2017 reichte das S80/S20 Verhältnis von 3,4 in Slowenien und Tschechien bis 8,2 in Bulgarien. Für die Entwicklung der S80/S20 Verhältnisse zeigt sich beim Vergleich der Werte von 2008 und 2017 ein ähnliches Bild wie für die Gini-Koeffizienten.

## EU-weite Einkommensverteilung
Obwohl die EU kein Nationalstaat ist, zeigt sich in den letzten Jahrzehnten ein zunehmendes Interesse an der EU-weiten Einkommensverteilung. Dies lässt sich zunächst daher erklären, dass die EU spätestens ab der Einführung des Europäischen Binnenmarktes mit seinen vier Grundfreiheiten (Warenverkehrsfreiheit, Dienstleistungsfreiheit, Personenfreizügigkeit und freier Kapital- und Zahlungsverkehr) aus ökonomischer Sicht wesentliche Eigenschaften mit Nationalstaaten teilt, welche die EU als Wirtschaftsraum auch zu einem geeigneten Gegenstand für die Verteilungsforschung machen. Außerdem bietet die Betrachtung der Einkommensverteilung in der EU im Gegensatz zur Aggregation der Verteilungsmaße einzelner Mitgliedsländer eine angemessene Vergleichsmöglichkeit mit bevölkerungsreichen Ländern wie beispielsweise den USA. Schließlich betreibt die EU seit Jahrzehnten eine aktive Kohäsionspolitik (etwa im Rahmen ihrer Regionalpolitik), welche unter anderem Ziele wie Konvergenz, also das Aufholen von wirtschaftlich weniger entwickelten Regionen, verfolgt und somit direkte, ungleichheitsverringernde Effekte auf die Einkommensverteilung in der EU haben sollte.
Mit der Einführung der Europäischen Gemeinschaftsstatistik über Einkommen und Lebensbedingungen (EU-SILC) im Jahr 2003 wurde durch die, nur wenige Jahre später erreichte, vollständige Abdeckung der Mitgliedsstaaten und die internationale Vergleichbarkeit der Erhebungen auch eine geeignete Datengrundlage zur (näherungsweisen) Ermittlung der EU-weiten Einkommensverteilung geschaffen. Im Rahmen des EU-SILC werden jährlich national repräsentative Haushaltserhebungen zu Themen wie Einkommen, Armut und Lebensbedingungen in den EU-Ländern durchgeführt, wobei außerdem darauf geachtet wird, dass die Erhebungen zwischen den Ländern vergleichbar sind. Werden alle nationalen Erhebungen zusammengenommen, lassen sich mittels EU-SILC also auch Aussagen über die gesamte EU Bevölkerung treffen. Da EU-SILC Daten mittels Personenbefragungen erhoben werden, ergeben sich zum Teil aber auch Schwierigkeiten, die mit dieser Erhebungsmethode einhergehen.
So ist es zum Beispiel wahrscheinlich, dass besonders hohe Einkommen im EU-SILC nicht ausreichend erfasst und die Einkommensungleichheit damit unterschätzt wird. Trotzdem greifen zahlreiche jüngere Studien zur EU-weiten Einkommensverteilung auf EU-SILC Daten zurück.
Die EU-weite Einkommensverteilung wird in erster Linie von zwei Faktoren beeinflusst: einerseits von der Einkommensungleichheit in den einzelnen Ländern und andererseits von der Einkommensungleichheit zwischen den Ländern. Erste Anhaltspunkte zu beiden Faktoren finden sich in der Tabelle oben, denn sowohl die Einkommensverteilungen als auch die durchschnittlichen Einkommensniveaus der Mitgliedsstaaten weisen starke Unterschiede auf. Da in den Ländern aber auch deutlich unterschiedliche Preisniveaus vorherrschen, verzerrt der bloße Vergleich von Durchschnittseinkommen die Unterschiede in der Kaufkraft zwischen den einzelnen Ländern allerdings erheblich. Doch auch wenn die Einkommensdaten um Kaufkraftparitäten bereinigt werden, bleiben große Einkommensunterschiede zwischen den Mitgliedsstaaten bestehen.
So kommt es, dass sich Menschen in osteuropäischen Ländern bei Betrachtung der EU-weiten Einkommensverteilung besonders im untersten Einkommensquintil finden, während im obersten Quintil fast ausschließlich Menschen aus den ursprünglichen EU15 Ländern vertreten sind. Dies wird auch durch Abbildung 5 veranschaulicht, welche die EU-weite Einkommensverteilung für verfügbare Äquivalenzeinkommen im Jahr 2014 darstellt (allerdings ohne Bulgarien, Kroatien, Malta und Rumänien) und dabei außerdem hervorhebt, wo sich die Menschen aus den einzelnen Mitgliedsstaaten in der Gesamtverteilung wiederfinden. Auf der x-Achse sind die Einkommen (in KKP-Euro) und auf der y-Achse die Anteile der EU-Bevölkerung pro 1000 Euro Intervall aufgetragen, wobei für das oberste und das unterste Perzentil alle darüber- oder darunterliegenden Einkommen zusammengefasst wurden. Die Grafik illustriert damit, wie Einkommensungleichheit in der EU sowohl von der Einkommensungleichheit in den Ländern als auch von der Einkommensungleichheit zwischen den Ländern abhängt.
Vergleicht man den Gini-Koeffizienten für die EU-weite Einkommensverteilung mit jenen der einzelnen Mitgliedsstaaten, so liegt dieser in etwa im Umfeld der Mitgliedsstaaten mit der höchsten Ungleichheit, aber etwa 30 % über den Mitgliedsstaaten mit der niedrigsten Ungleichheit. Wird der Gini-Koeffizient auf Basis der EU-weiten Einkommensverteilung für verfügbare Äquivalenzeinkommen berechnet, so liegt dieser in etwa bei 35 im Jahr 2013. Für eine andere Einkommensdefinition (verfügbare Haushaltseinkommen) wird dieser Wert von einer weiteren Studie mit 33,6 beziffert. Im Gegensatz dazu liegt der Wert, den Eurostat im Länderschnitt als Gini-Koeffizient der verfügbaren Äquivalenzeinkommen für das Jahr 2013 angibt, lediglich bei 30,5. Der höhere Wert für die EU-weite Einkommensverteilung kommt daher, dass in diesem Fall auch die Einkommensunterschiede zwischen den EU-Ländern berücksichtigt werden. Ein Vergleich mit den USA zeigt, dass die EU selbst unter Verwendung der EU-weiten Einkommensverteilung eine geringere Ungleichheit aufweist (der Gini-Koeffizient der verfügbaren Äquivalenzeinkommen liegt für die USA im Jahr 2013 in etwa bei 37,5).
Was die Entwicklung der EU-weiten Einkommensverteilung betrifft, kommen zwei Studien unter Verwendung verschiedener Konzepte für verfügbare Haushaltseinkommen zu dem Schluss, dass die EU-weite Einkommensungleichheit (gemessen am Gini-Index) bis zum Krisenjahr 2008 gefallen und anschließend entweder gestiegen oder gleich geblieben ist. Die Abnahme der Ungleichheit bis zur Krise wird durch die Konvergenz der Einkommen, welche vor allem auf den Aufholprozess osteuropäischer Länder zurückzuführen ist, während die anschließende Zunahme auf eine Unterbrechung des Konvergenzprozesses und ein Ansteigen der Ungleichheit in den einzelnen Ländern zurückzuführen ist. Diese Entwicklung stimmt auch damit überein, dass der Anteil der EU-weiten Einkommensungleichheit, der sich aus den Unterschieden der Durchschnittseinkommen zwischen den Ländern erklären lässt, im Zeitraum 2006–2013 rückläufig ist, während die Bedeutung der Ungleichheit in den einzelnen Ländern zunimmt.